# Kabul - oltre la cronaca
Kabul - Oltre la cronaca è un istant-docu realizzato da tre giornalisti Rai di diverse redazioni che dal settembre 2001 hanno condiviso l'esperienza in Afghanistan all'indomani dell'11 settembre.
Franco Di Mare del TG2, Pietro Raschillà di 'Porta a Porta' e Antonella Delprino di 'La Vita in Diretta', questi ultimi due programmi in onda su Raiuno, insieme con le loro troupe televisive si sono trovati a lavorare fianco a fianco per tre mesi, prima in Pachistan, a Peshawar, e poi in Afghanistan, a Kabul, e hanno realizzato un reportage di 50' utilizzando spezzoni dei loro servizi andati in onda sulle reti Rai, uniti al girato, inedito, che testimoniava il dietro le quinte della loro quotidianità.
Ne è venuto fuori uno spaccato di vita reale, cruda, tosta, vissuto tra il lavoro e lo svago, tra la normalità cercata e l'anormalità vissuta, tra le notizie e le tragedie, come quella della morte di Maria Grazia Cutuli, compagna di lavoro e di avventure del gruppo fino alla viglia del suo omicidio.
La regia è di Michele Penelope. Le riprese sono di Alessandro Bellini, Elvino Cavadini e Luciano Masi.
Il reportage ha vinto il Premio Speciale - Oscar TV premio regia televisiva nel 2002.